# Barbula lamellata
Barbula lamellata là một loài rêu trong họ Pottiaceae. Loài này được (Lindb.) Müll. Hal. mô tả khoa học đầu tiên năm 1900.